# Фаріба Адельха
Фаріба Адельха (фр. Fariba Adelkhah нар. 1959) — французька науковиця-антрополог іранського походження. Доктор філософії (1990).

## Біографія
Народилася 25 квітня 1959 року в Тегерані. Закінчила Тегетранський університет, де отримала ступінь бакалавра в галузі літератури, і Страсбурзький університет (диплом з французької мови). З 1977 року живе у Франції. З 1993 року працює в Інституті політичних досліджень (Париж).
Адельха спеціалізується на дослідженні іранської революції. Багато подорожувала, зробила значний внесок у вивчення і пояснення того, як іранці пристосувалися до життя в ісламській державі. Її дослідження присвячені соціальним і політичним змінам в Ірані в другій половині XX століття.
У книзі «Революція з жіночим голосом: Жінки Ісламського острова» представлені результати численних інтерв'ю з іранськими жінками, проведених в середині 1980-х років. Багато хто з жінок, прихильниць іранської революції, вважають іслам по суті егалітарної релігією, хоча він і потребує нового тлумачення. Сама Адельха вважала свої дослідження чи не першою суттєвою спробою дати голос іранським жінкам.
Наступною важливою роботою Фаріби стала книга «Бути сучасним в Ірані», присвячена змінам в іранському суспільстві після обрання Мохаммада Хатамі президентом.
Адельха також відома як автор багатьох публікацій в наукових виданнях Iranian Studies і Revue des mondes musulmans et de la Méditerranée .
5 червня 2019 року Адельха була заарештована за підозрою в шпигунстві і поміщена у в'язницю Евін, що на півночі Тегерана. На думку експертів, однією з можливих причин її арешту було те, що влада Ісламської Республіки має намір обміняти Адельху на іранського в'язня у Франції.